# Otto Neumüller
Otto Neumüller (* 9. November 1908 in Weigert, Altenfelden; † nach 1982 (Anm.)) war ein österreichischer Kanute.

## Leben
Er nahm bei den Olympischen Sommerspielen 1936 für Österreich an den Wettkämpfen im Einer-Canadier über 1000 m teil. Er erreichte dort hinter dem Deutschen Erich Koschik Rang 4. Nach dem Anschluss Österreichs startete er für Deutschland und nahm auch für dieses an den 1. Kanurennsport-Weltmeisterschaften 1938 im schwedischen Vaxholm teil. Dort gewann er vor Hans Wiedemann die Gold-Medaille.